# Рейвитис, Витаутас
Витаутас Рейвитис, лит. Vytautas Reivytis (19 июля 1901, Тиркшляй — февраль 1988) — литовский полицейский, журналист и спортсмен. В 1941—1944 гг. — директор департамента полиции генерального округа Литва при немецкой оккупации.

## Биография
Работал в полиции с 1925 года. В 1928 году окончил Высшее полицейское училище в Каунасе. В 1930 года был направлен на обучение в Германию в Берлинское полицейское училище. После возвращения длительное время преподавал в полицейском училище в Каунасе.
Принимал активное участие в спортивной деятельности, был мастером джиуджитсу, членом аэроклуба.
Затем возглавил железнодорожную полицию в Кибартай, а после присоединения Литвы к СССР в 1940 году эмигрировал в Германию.
С начала Великой Отечественной войны возглавил департамент безопасности в новообразованной администрации Литвы, а с 26 июля 1941 по 1944 — директор Департамента полиции. С 15 сентября 1941 г. — прикомандированный представитель литовской полиции при штабе немецкой полиции порядка в Литве и глава литовской полиции безопасности (LSP или «Saugumas») со штаб-квартирой в Каунасе. Также был издателем и редактором газеты Policija.
Полиция безопасности подчинялось немецкой полиции, некоторые подразделения напрямую возглавляли сотрудники СД. Как пишет историк Арунас Бубнис, LSP непосредственно участвовала в геноциде евреев, организованном нацистами, и являлась «неотъемлемой частью» репрессивного механизма.
9 января 1943 года Рейвитис был награждён Крестом воинских заслуг с мечами 2 класса. В 1944 году бежал в Германию, где работал после войны во 2-м отделе британской разведки. В 1951 г. переехал в Шотландию. Затем жил в США. В конце жизни переехал в Западную Германию, чтобы избежать преследования по обвинению в геноциде евреев, там же и умер.
Сын, Альгимантас Рейвитис (р. 1943), жил в США, в составе вертолётного экипажа принимал участие во Вьетнамской войне.